# بخش لیورپول (شهرستان مدینه، اوهایو)
بخش لیورپول (به انگلیسی: Liverpool Township) یک منطقهٔ مسکونی در ایالات متحده آمریکا است که در شهرستان مدینا، اوهایو واقع شده‌است.
 بخش لیورپول ۶۷٫۰ کیلومتر مربع مساحت و ۵٬۱۲۷ نفر جمعیت دارد و ۲۷۱ متر بالاتر از سطح دریا واقع شده‌است.